# Muzeum Sztuki w Appenzell
Muzeum Sztuki w Appenzell (niem. Kunstmuseum Appenzell, także: Museum Liner) – galeria sztuki zlokalizowana w szwajcarskiej wsi Appenzell.
Muzeum poświęcone jest twórczości dwóch lokalnych artystów: Carla Augusta Linera oraz jego syna - Carla Waltera Linera. Obiekt wybudowano w latach 1996-1998 według projektu Annette Gigon i Mika Guyera, tworzących pracownię Gigon/Guyer. Otwarcie nastąpiło we wrześniu 1998. Budynek skonstruowany z żelbetu, posiada wiele naturalnych otworów doświetlających wnętrza. Jego powierzchnia wystawiennicza wynosi 650 m². Elewacja pokryta jest chromowanymi panelami stalowymi o srebrnej barwie. Bryła budynku nawiązuje do lokalnych tradycji przemysłowych. Obiekt kosztował 6,2 miliona franków szwajcarskich.